# Relacions entre l'Imperi Romà d'Orient i Venècia
Les relacions entre l'Imperi Romà d'Orient i Venècia foren les relacions internacionals entre l'Imperi Romà d'Orient i la ciutat i República de Venècia. Abasten gairebé un mil·lenni, en el transcurs del qual Venècia fou successivament territori imperial de ple dret, una possessió de iure que de facto era independent, un aliat poc constant, un rival econòmic, el botxí de l'imperi en la Quarta Croada, una de les repúbliques marítimes que es disputaven el control de les rutes comercials de l'Imperi Romà d'Orient restaurat a partir del 1261 i, finalment, altra vegada un aliat voluble de Constantinoble en el seu declivi terminal.
La regió que posteriorment ocuparia la ciutat de Venècia havia estat incorporada a l'antiga Roma gradualment i pacífica entre els segles ii i i aC, a mesura que els vènets, aliats tradicionals dels romans, anaven integrant-se en la República Romana. El 297 es convertí en una província de ple dret amb el nom de «Venècia i Ístria». Durant el declivi de l'Imperi Romà d'Occident, els huns, que ja havien arrasat diverses províncies de l'Imperi Romà d'Orient, devastaren la regió fins a tal punt que els refugiats d'Aquileia i altres poblacions properes es veieren obligats a fugir a una llacuna protegida per un cinturó d'aiguamolls, on fundarien Venècia.
En les dècades següents, la caiguda de l'Imperi Romà d'Occident deixà tot Itàlia en mans dels germànics, primer sota Odoacre i després sota el Regne Ostrogot de Teodoric el Gran i els seus successors. Encara que els ostrogots governaven nominalment com a representants de l'emperador romà d'Orient, a la pràctica eren totalment independents, però l'assassinat de la reina Amalasunta, amiga de Constantinoble, per una facció rival donà a Justinià I un pretext per tornar a imposar l'autoritat romana a Itàlia per la força de les armes. Entre el 539 i el 551, afegí primer les illes de Venècia i després la part de terra ferma als seus dominis.
A partir d'aleshores, malgrat les seves arrels comunes, Venècia i l'Imperi Romà d'Orient anaren divergint a mesura que decreixia la influència de Constantinoble a Occident. Els venecians instauraren una república oligàrquica basada en el comerç, continuaren parlant en llatí —i més endavant en venecià— i miraven cada vegada més cap a l'oest, mentre que l'imperi, que havia adoptat el grec com a llengua oficial durant el regnat d'Heracli (r. 610-641), refonia la seva estructura administrativa de dalt a baix i centrava la seva atenció en la frontera oriental, on els atacs musulmans havien arribat a posar en perill la seva supervivència. A mitjans del segle xi, venecians i romans d'Orient es trobaren en costats oposats del Gran Cisma del 1054 entre l'Església Catòlica i l'Església Ortodoxa.
Aquestes friccions no impediren la formació d'estrets vincles polítics, comercials i fins i tot personals entre les dues potències.

## Antiguitat tardana

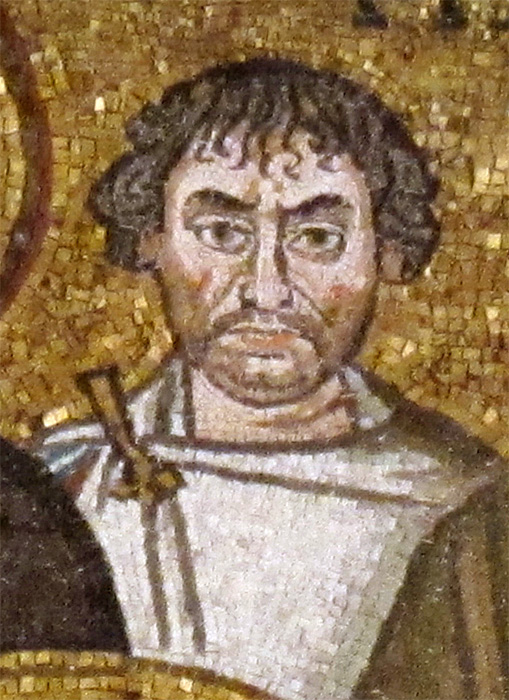
Mosaic romà d'Orient de la basílica de Sant Vidal de Ravenna, generalment identificat amb Narses

Els conflictes entre els romans i els bàrbars no estalviaren la regió de Venècia, puix que després dels saquejos dels gots (403) i els huns (452), encara en patí més a mans dels ostrogots i els francs. En la guerra gòtica de Justinià I, sembla que les illes de Venècia ja tornaven a estar sota control imperial el 539 —quan participaren amb diverses naus en el bloqueig de Ravenna per la marina romana d'Orient—, seguides per la terra ferma abans del 551. Això no impedí que el 552 els francs assentats a la zona intentessin barrar el pas a l'exèrcit conduït per Narses per acabar de pacificar Itàlia, al·legant que entre les tropes imperials hi havia una munió de longobards, els seus tradicionals adversaris.
Una vegada restablert el domini romà sobre la península, tant Venècia i Ístria com les altres províncies reconquerides es reintegraren al teixit administratiu de l'imperi, amb la notable diferència que els seus respectius governadors ja no eren nomenats per l'emperador, sinó elegits directament pels seus bisbes i altres prohoms. Les primeres cròniques venecianes elogien el caràcter just i pietós de Narses, que havia estat designat prefecte d'Itàlia. Tanmateix, renyí amb Justí II, successor de Justinià I, suposadament per les burles que rebé de l'emperadriu consort, Sofia, per la seva condició d'eunuc, i fou substituït per Flavi Longí. Segons un relat posterior sense gaire relació amb la realitat, el nou prefecte hauria viatjat a Venècia per negociar el primer tractat entre l'Imperi Romà d'Orient i Venècia, que no hauria imposat a aquesta última cap altra condició que fer costat a l'emperador i reconèixer-lo com a senyor a canvi de la protecció de les naus comercials venecianes arreu de l'imperi.
A l'últim terç del segle vi, una nova onada de refugiats, provocada per les guerres romano-longobardes, feu créixer la població de Venècia.

## Dinastia frígia
La influència de l'art i l'arquitectura romans d'Orient sobre els creadors venecians és la millor il·lustració dels vincles entre l'imperi i Venècia. L'edifici original de la basílica de Sant Marc, bastit al segon quart del segle ix, seguia el model de l'església dels Sants Apòstols de Constantinoble, que amb les degudes adaptacions es mantingué en el segon i es conserva en el tercer i actual.
En temps de Miquel III l'Embriac, a mitjans del segle ix, el domini romà d'Orient sobre Venècia i Campània ja era purament nominal. Ara bé, això no impedí que els governants de la república conservessin els seus títols imperials fins i tot després del reconeixement oficial de la seva independència el 879.

## Ascens de les repúbliques marítimes
Al tombant del segle xi, les repúbliques marítimes italianes, fonamentalment Venècia, Gènova i Pisa, començaren a decantar la balança en favor seu en les seves relacions comercials amb l'Imperi Romà. El 992, l'emperador Basili II Bulgaròcton i el dux Pere Orsèol II signaren un primer tractat que concedia privilegis comercials als venecians a canvi de transportar soldats romans al sud d'Itàlia. Un nou tractat promulgat el 1082 eximí els venecians de pagar drets de duana en compensació pel seu ajut en la invasió normanda de l'Imperi Romà i els permeté establir-se en un barri del port de Constantinoble amb els seus propis magatzems.

## Quarta Croada
El gener del 1203, les manipulacions venecianes propiciaren que els caps de la Quarta Croada, apartats del seu objectiu inicial d'atacar el soldanat aiúbida d'Egipte, arribessin a un acord amb un altre Aleix Àngel, fill d'Isaac II i nebot de l'emperador homònim, per encaminar-se a Constantinoble i tornar a posar Isaac II al tron a canvi d'un enorme pagament, la reunificació de l'Església i suport militar a la croada. L'agost del mateix any, Aleix fou coronat coemperador després del setge de Constantinoble per les forces croades. Tanmateix, el gener del 1204 fou derrocat per una revolta antillatina i els croats deixaren de cobrar els diners convinguts amb Aleix. L'execució d'Aleix el mes següent i la negativa del seu successor, encara un altre Aleix, a complir l'acord del seu predecessor foren el detonant perquè els croats decidissin emparar-se de la ciutat per la força. El 12 d'abril del 1204, Constantinoble fou presa i saquejada pels croats. El papa Innocenci III, que ja havia excomunicat els croats pel seu atac contra la ciutat catòlica de Zara dos anys abans, esclatà d'ira quan en rebé la notícia:
| « | Assumíreu el deure d'alliberar la Terra Santa dels infidels. Teníeu prohibit sota pena d'excomunió atacar cap de les terres cristianes, llevat que us barressin el pas o es neguessin a ajudar-vos (i fins i tot en aquest cas no havíeu de fer res que fos contrari als desitjos del meu legat). No teníeu cap dret o pretensió sobre les terres de Grècia. Havíeu fet els vots més solemnes a Nostre Senyor i, tanmateix, els heu ignorat completament. No brandàreu l'espasa contra els infidels, sinó contra cristians. No prenguéreu Jerusalem, sinó Constantinoble. No perseguíeu recompenses divines, sinó terrenals. I, a sobre de tot això, res no ha estat sagrat per a vosaltres, ni per la seva edat ni pel seu sexe. Us heu lliurat a la depravació, l'adulteri i la prostitució davant de tot el món. No heu violat només dones casades i vídues, sinó fins i tot dones i verges que havien dedicat la seva vida a Crist. No només heu saquejat els tresors de l'Emperador i de ciutadans tant rics com pobres, sinó que també us heu lliurat al pillatge dels mateixos santuaris de l'Església de Déu. Heu irromput en llocs sagrats, heu robat els objectes sagrats dels altars —incloent-hi els crucifixos— i heu rapinyat incomptables imatges i relíquies dels Sants. No és d'estranyar que l'Església Grega, per molt abatuda que estigui, rebutgi tota mena d'obediència a la Seu Apostòlica. No és d'estranyar que no vegi en els llatins res més que traïdoria i l'obra del Diable i que els consideri tots brètols. | » |
| — | |   |

La conquesta de Constantinoble fou seguida per la fragmentació de l'Imperi Romà d'Orient en tres estats successors: l'Imperi de Nicea, l'Imperi de Trebisonda i el Despotat de l'Epir. Mentrestant, els croats es repartiren els territoris conquerits i fundaren diversos estats croats a Grècia, articulats principalment al voltant de l'Imperi Llatí.

## Era dels Paleòlegs
El 25 de juliol del 1261, el general nicè Aleix Estrategopul aprofità que l'exèrcit de l'Imperi Llatí i la flota veneciana havien sortit a atacar l'illa de Dafnúsia per reconquerir Constantinoble amb nocturnitat i traïdoria. En caure la nit, feu entrar un petit escamot a la ciutat per un camí secret per obrir les portes a la resta dels 800 homes que dirigia. Els nicens prengueren Constantinoble en un tancar i obrir d'ulls, encara que Balduí II i molts altres ciutadans llatins reeixiren a fugir per mar. Tres setmanes més tard, Miquel VIII Paleòleg feu la seva entrada triomfal a la ciutat i, passant per sobre de Joan IV Làscaris sense cap mena d'escrúpols, es feu coronar a Santa Sofia per consumar la restauració de l'Imperi Romà d'Orient.

### Contactes comercials i culturals a finals delseglexiii
Juntament amb els genovesos, els venecians dominaven el comerç internacional en el territori i l'esfera d'influència de l'Imperi Romà d'Orient restaurat.

### Caiguda de Constantinoble (1453)

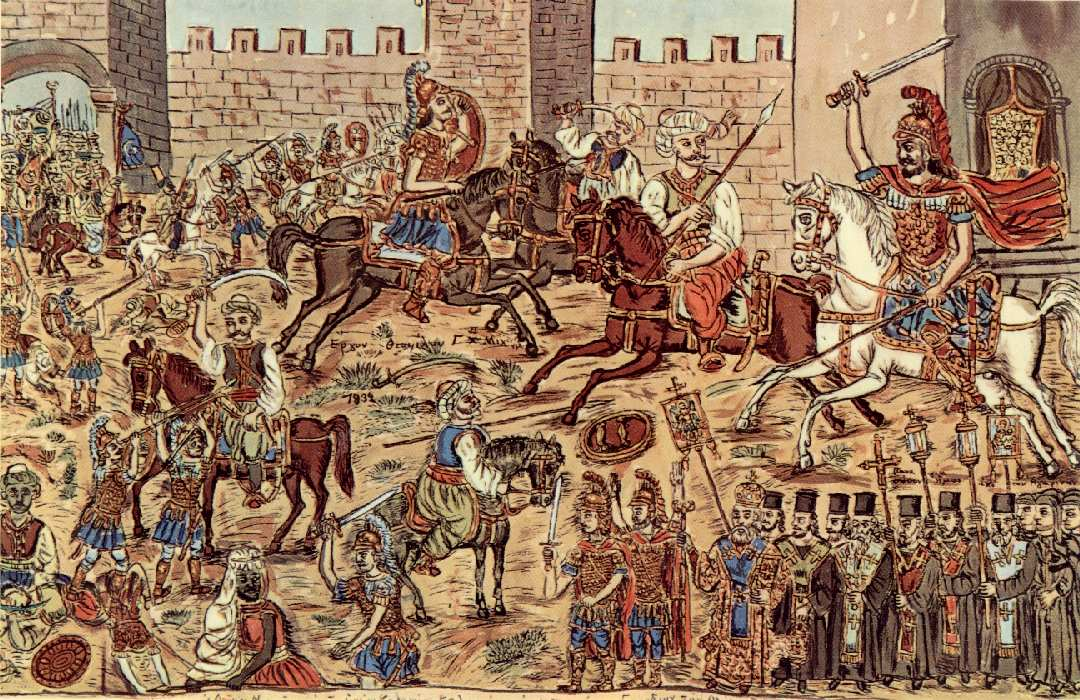
Constantí Paleòleg, emperador dels grecoromans, surt sense por a la batalla del 29 de maig del 1453 (1932), caseïna sobre tela de Theófilos Khatzimikhaïl

El 3 de febrer del 1451 morí Murat II i el seu fill, Mehmet II, ascendí al tron per segona vegada. Mehmet estava obsessionat amb la conquesta de Constantinoble i feu començar tot seguit les preparacions per capturar la ciutat. L'Imperi Romà d'Orient no podia comptar amb el suport militar de Morea, l'únic altre territori imperial de certa mida que encara perdurava, car els turcs havien enviat un gran nombre de tropes a Morea justament per guardar-se d'aquesta eventualitat. La cancellera imperial, conscient de la gravetat de la situació, feu esforços desesperats per demanar auxili als regnes cristians d'Occident. Entre els estats que respongueren afirmativament a aquesta crida hi havia Aragó, França, Gènova, el papat i Venècia.